# Пуф
Пуф, зменш. пу́фик (від фр. pouf або нім. puff) — різновид м'яких меблів, табуретка з м'яким сидінням (часто використовується як підставка для ніг).
Крісло-пуф може бути виконано у вигляді циліндра, серця, автомобільного колеса, кубика, подушки. Пуфи використовуються як підставки для ніг в комплекті до великих крісел, а також як самостійне крісло. Такі крісла універсальні в будь-якому інтер'єрі. Вони не мають гострих кутів, легкі, яскраві, м'які. Пуфи-подушки під час гри дітьми з м'ячами, несуть і ортопедичну функцію.
На пуфах і подушках-пуфах може використовуватися різноманітна вишивка. На подушці-пуф передбачені міцні ручки для їх перенесення, а також просто для гри.